# Otoe megye
Otoe megye az Amerikai Egyesült Államokban, azon belül Nebraska államban található. Megyeszékhelye és legnagyobb városa Nebraska City. Lakosainak száma 15 912 fő (2020. április 1.). Otoe megye Cass, Lancaster, Nemaha, Johnson, Gage, Fremont és Atchison megyékkel határos.

## Népesség
A megye népességének változása:
| Lakosok száma | 15 766 | 15 773 | 15 735 | 15 752 | 15 984 | 15 912 |
|               | 2010   | 2011   | 2012   | 2013   | 2015   | 2020   |